# Żurawiec (gromada)
Żurawiec – dawna gromada, czyli najmniejsza jednostka podziału terytorialnego Polskiej Rzeczypospolitej Ludowej w latach 1954–1972.
Gromady, z gromadzkimi radami narodowymi (GRN) jako organami władzy najniższego stopnia na wsi, funkcjonowały od reformy reorganizującej administrację wiejską przeprowadzonej jesienią 1954 do momentu ich zniesienia z dniem 1 stycznia 1973, tym samym wypierając organizację gminną w latach 1954–1972.
Gromadę Żurawiec z siedzibą GRN w Żurawcu utworzono – jako jedną z 8759 gromad na obszarze Polski – w powiecie elbląskim w woj. gdańskim na mocy uchwały nr 15/III/54 WRN w Gdańsku z dnia 5 października 1954. W skład jednostki weszły obszary dotychczasowych gromad Żurawiec, Jezioro, Węgle-Żukowo, Krzewsk, Jurandowo, Balewo i Żółwiniec ze zniesionej gminy Żurawiec oraz obszary dotychczasowych gromad Raczki Elbląskie i Tropy Elbląskie ze zniesionej gminy Jegłownik w tymże powiecie, a także obszar zachodniej części obrębu kat. Zawodzie (do autostrady) o powierzchni 85,54 ha z miasto na prawach powiatu Elbląga. Dla gromady ustalono 18 członków gromadzkiej rady narodowej.
1 stycznia 1958 z gromady Żurawiec wyłączono wieś Balewo, włączając ją do gromady Markusy w tymże powiecie.
1 stycznia 1972 gromadę zniesiono, a jej obszar włączono do gromady Markusy w tymże powiecie.